# 충주 누암리 고분군
충주 누암리 고분군(忠州 樓岩里 古墳群)은 충청북도 충주시 중앙탑면 누암리에 있는 신라의 고분군이다. 2005년 3월 25일 대한민국의 사적 제463호로 지정되었다.

## 개요
신라말기에 조성된 이 고분군은 신라 진흥왕이 충주지방까지 그 영역을 확대한 후 중원소경을 설치하고자 귀척(貴戚)들을 이주시켜 한강유적을 경영하고자 하였던 사실을 증명하는 유적으로서, 누암리 일대에만 230여기의 고분이 위치하고 있다.
발굴된 26기의 고분 가운데 주류를 이루는 것은 굴식돌방무덤(橫穴式 石室墳)이고 앞트기식돌덧널무덤(橫口式 石槨墳) 2기, 소형의 구덩식돌덧널무덤(竪穴式 石槨墓) 3기를 제외한 나머지는 외방무덤(單室墳)임이 확인되었다.
출토된 유물로는 짧은굽다리접시, 바리, 합, 항아리 등의 후기신라양식 토기류와 쇠손칼(鐵刀子), 덩이쇠(鐵鋌) 등의 철기루, 청동제띠끝장식(靑銅制帶端金具丘), 금동제귀고리 등의 장신구류, 가락바퀴(紡錘車) 등의 토제품이 있다.

## 현지 안내문
이곳은 무지(무덤)고개의 남쪽 기슭 능머리일대에 있는 수많은 석실 봉토분으로 이 일대의 대부분이 도굴된 상태에서 최근에 발굴조사된 후 복원하여 지금의 모습을 갖추고 있는 곳이다.
그동안 고려장터라고 전해오던 곳으로, 일제시기에도 도굴, 파괴되어 훼손이 많이 이루어졌다.
일반적으로 석실 내부에 시신(屍身)을 놓을 시상대를 설치하고, 위로 오르면서 원형의 궁륭(穹隆) 모양으로 점점 좁혀지는 수법의 특징이 있다. 낮은 곳에 있는 가장 큰 무덤의 주인공은 고분의 규모나 출토유물로 보아 진골성분이었을 것으로 보인다.
충주는 고구려 때는 국원성으로 불렸고, 6세기 중엽에는 신라 진흥왕이 한강유역으로 진출한 후 이곳에 소경(小京)을 설치하여 '중원소경'이라 하였으니, 왕경(王京:慶州)에다음가는 부도(副都)로서의 역할을 하였던 6세기 중엽 이후에 조성된 고분군으로 추정된다.

## 같이 보기
- 굴식돌방무덤
- 앞트기식돌덧널무덤
- 구덩식돌덧널무덤

## 참고 자료
- 충주 누암리 고분군 - 국가유산청 국가유산포털